# Румена войвода (квартал на Кюстендил)
„Румена войвода“ е квартал в град Кюстендил.

## Разположение и граници
Квартал „Румена войвода“ се намира в югозападната част на Кюстендил. Разположен е между бул. „Цар Освободител“, военното поделение, ул. „Колуша“, ул. „Млада гвардия“, ул. „Тинтява“, ул. „Шипка“ и кв. „Въртешево“ на запад. В миналото квартала носи името „Младост“. Устройственият план на квартала е одобрен с Решение № 61/26.03.2004 г. на Общинския съвет в Кюстендил.

## Обществени институции и инфраструктура
В квартала преобладава многоетажното жилищно панелно строителство (серия Бс-69-Сф). В квартала се намират търговския хипермаркет „Технополис“, складовата и ремонтна база на „Кюстендилска вода“ ЕООД – Кюстендил, административната сграда на РИОКОЗ в Кюстендил, както и няколко магазина и заведения за обществено хранене: пицария, ресторант „Чикаго Хутърс“, ирландски пъб „Тихия кът“ („Дъблин“) и др.